# Ethylen-Pipeline Süd

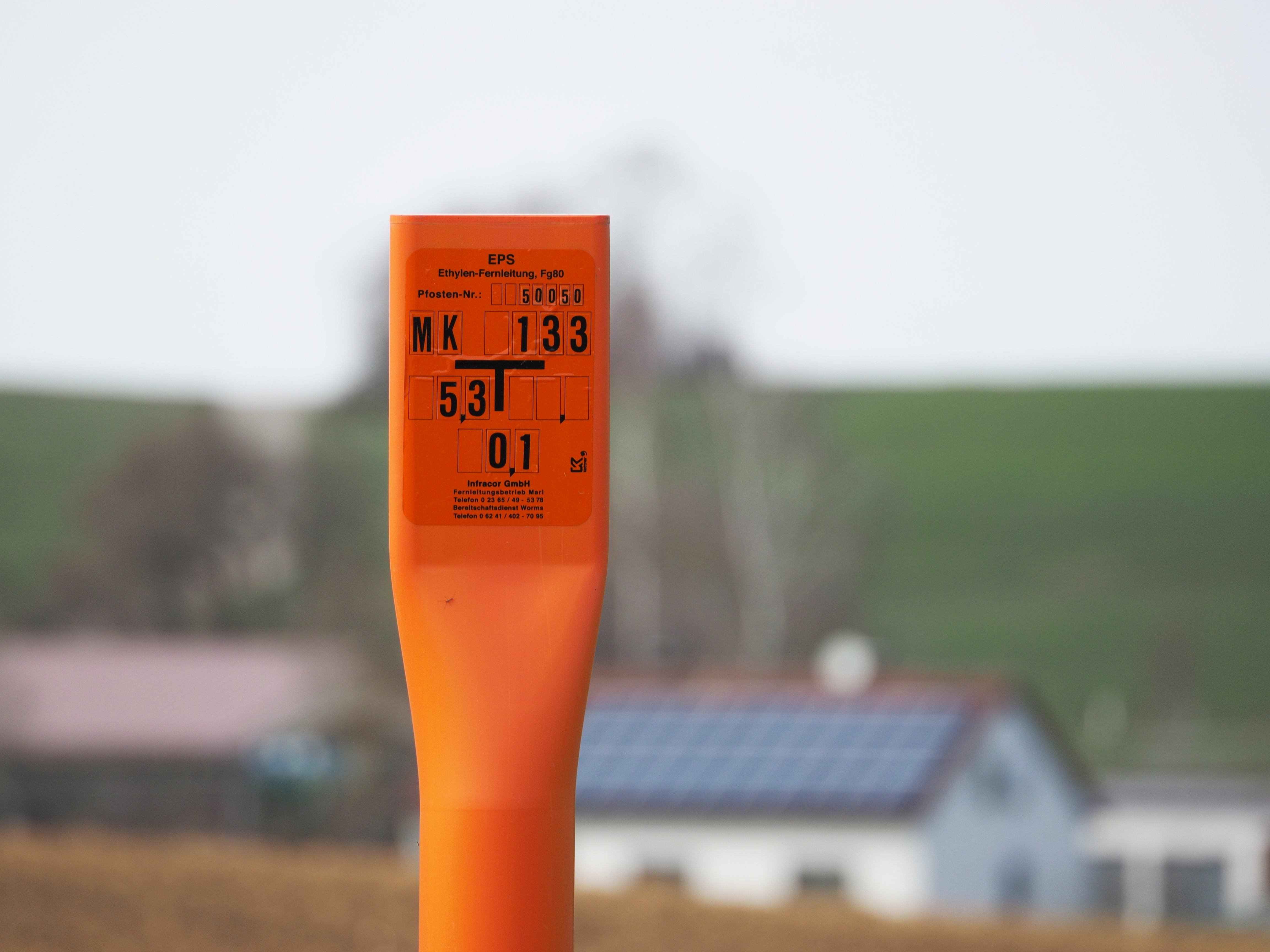
Markierungspfahl der Ethylen-Pipeline Süd bei Heuchlingen

Die Ethylen-Pipeline Süd (EPS) ist eine seit Sommer 2012 fertiggestellte Pipeline, die zwischen Münchsmünster (Bayern) und Ludwigshafen am Rhein (Rheinland-Pfalz) verläuft. Sie ist 370 km lang und verläuft von Münchsmünster in weitgehend westlicher Richtung entlang der Transalpinen Ölleitung (TAL), quert den Rhein bei Karlsruhe und führt dann nach Norden bis Ludwigshafen. Sie soll an die bestehende, 1971 und 1972 errichtete Ethylen-Pipeline Münchsmünster-Gendorf anschließen, die die petrochemische Anlage Münchsmünster bei Ingolstadt mit Gendorf im Bayerischen Chemiedreieck verbindet. Nach einem fast einjährigen Probebetrieb seit der Fertigstellung im Sommer 2012 wurde die Ethylen-Fernleitung schließlich am 19. Juli 2013 in Betrieb genommen.

## Hersteller und Verbraucher
Ethylen (IUPAC-Name: Ethen) ist ein wichtiges chemisches Zwischenprodukt und wird für eine Vielzahl von Kunststoffen wie Polyethylen, Polystyrol und PVC benötigt. Das Gas lässt sich wirtschaftlich nur in der Rohrleitung transportieren. Die Cracker von LyondellBasell in Münchsmünster und der OMV-Raffinerie in Burghausen produzieren zusammen etwa 650.000 Tonnen Ethylen jährlich, wobei die Kapazität beider Anlagen etwa gleich groß ist. Die Hauptabnehmer sind die Ethylenoxid-Betriebe der Clariant bei Gendorf, der EDC-Betrieb der Vinnolit, Borealis und Wacker Chemie – alle im Bayerischen Chemiedreieck gelegen so wie der Polyethylenhersteller LyondellBasell in Münchsmünster.

## Technik
Die Pipeline ist 370 km lang und hat einen Durchmesser von 25 cm. Zur Sicherheit kann die Rohrleitung alle 12 bis 18 km durch Schieber mittels Fernsteuerung abgesperrt und damit außer Betrieb genommen werden. Eine Überwachung rund um die Uhr findet in der Leitwarte der mit der technischen Betriebsführung beauftragten Evonik Industries AG in Marl statt. Die Pipeline wird regelmäßig mit dem Helikopter beflogen und auch begangen.

## Ethylen-Pipeline Süd
Seit 2005 plante das EPS-Konsortium, die bayerischen Ethylen-Produzenten und -Verbraucher an den nordwesteuropäischen Ethylenverbund anzuschließen. Geplant war eine Leitung (25 cm Durchmesser) von Münchsmünster zur BASF in Ludwigshafen am Rhein (Rheinquerung bei Karlsruhe). Der größte Teil der Pipeline verläuft durch Baden-Württemberg.
Die Baukosten, die inzwischen auf 200 Millionen Euro geschätzt werden, subventioniert der Freistaat Bayern mit 45 Millionen Euro. Möglich wurde dies erst nach längeren Verhandlungen mit der EU im Jahr 2005, die nach anfänglichen Widerständen nachgab, die Förderanteile jedoch deckelte. 
Der Hintergrund des Projektes war der Wiederaufbau einer Produktionsanlage in Münchsmünster, die im Dezember 2005 durch einen Brand zerstört wurde. Die Wirtschaftlichkeit dieser Anlage sollte durch die Verlängerung der EPS-Pipeline nach Ludwigshafen verbessert werden.
Die Pipeline wurde entlang der bestehenden Leitungstrassen (Transalpine Ölleitung) verlegt. Die ursprüngliche Fertigstellung war für 2008 geplant, wurde jedoch durch juristische Streitigkeiten mit Grundstückseigentümern in Baden-Württemberg erheblich verzögert. Die Rohrverlegung konnte daher erst im Frühjahr 2012 abgeschlossen werden. Der Anschluss an die Chemiezentren um Ludwigshafen, Köln, Gelsenkirchen und schließlich bis Antwerpen und Rotterdam soll den bayerischen Ethylen-Produzenten und -Verbrauchern eine höhere Betriebssicherheit und mehr Flexibilität bringen, argumentieren die Investoren. Sie sind der Meinung, dass wegen der bisherigen Insellage der südostbayerischen Chemiestandorte beim Ausfall eines Werkes ein Stillstand im gesamten Verbund drohe.

## Gesetze

### Bayerisches Rohrleitungs-Enteignungsgesetz
Der Freistaat Bayern finanziert 45 Millionen Euro der inzwischen auf 200 Millionen Euro geschätzten Gesamtkosten der EPS. Der bayerische Landtag hat, um den beschleunigten Bau zu unterstützen, ein so genanntes Wegerechtsgesetz erlassen, das mittels angekündigter Enteignung die Grundstücksbesitzer dazu bringen soll, die Wegerechte ihres Grundstücks für den Bau der Ethylen-Pipeline per Vertrag zu gestatten. Es trat am 1. Juli 2008 in Kraft. Sein vollständiger Titel lautet „Gesetz über die Enteignung für die Errichtung und den Betrieb einer Rohrleitungsanlage zwischen Münchsmünster und der Landesgrenze zu Baden-Württemberg bei Nördlingen (Bayerisches Rohrleitungs-Enteignungsgesetz – BayRohrlEnteigG)“. Das Sondergesetz wird vom Pipeline-Konsortium zur Enteignung von 15 Ingolstädter Grundstücksbesitzern angewandt. Letztlich ist es jedoch nur in vier Fällen zum Einsatz gekommen.

### Baden-württembergisches Ethylen-Rohrleitungsgesetz
Ein Enteignungsgesetz mit fast gleichem Wortlaut wie das bayerische Vorbild ist im November 2009 vom baden-württembergischen Landtag verabschiedet worden und hat Anfang Dezember 2009 Rechtsgültigkeit erlangt. Es trägt den Titel "Gesetz zur Errichtung und zum Betrieb einer Ethylen-Rohrleitungsanlage in Baden-Württemberg (Baden-Württembergisches Ethylen-Rohrleitungsgesetz)". Es stößt in einigen Kommunen, vor allem in Alfdorf (Rems-Murr-Kreis) sowie Mutlangen und Iggingen (Ostalbkreis) auf vehemente Kritik seitens der betroffenen Bürger und Grundstücksbesitzer. Sie haben sich mittlerweile in zwei Initiativen gegen das Projekt organisiert, von denen eine Klage gegen den Beschluss zur Planfeststellung des Regierungspräsidiums Stuttgart eingelegt hat. In Alfdorf und dem Nachbarort Pfahlbronn haben Bürger im November und Dezember 2009 gegen den geplanten Bau der Ethylen-Pipeline Süd durch ihre Gemarkung demonstriert und Transparente aufgestellt.
Dessen ungeachtet hat die Baugesellschaft EPS Mitte Dezember 2010 den Sofortvollzug der Planfeststellung beim Regierungspräsidium Stuttgart beantragt. Parallel dazu wurden von EPS erste Anträge zur vorläufigen Besitzeinweisung, einer Vorstufe der Enteignung, gestellt. Betroffen ist unter anderem ein Grundstücksbesitzer aus Riesbürg (Ostalbkreis). Die Anwälte der Alfdorfer Interessengemeinschaft haben gegen diese Besitzeinweisung vor dem Verwaltungsgericht Stuttgart Klage eingelegt und das Allgemeinwohlinteresse am Bau der EPS angezweifelt, welches Grundlage jeder Enteignung sein muss. Es handele sich um ein Projekt mit privatwirtschaftlicher Ausrichtung, Alternativen seien zudem sehr wohl möglich, lauten ihre zentralen Argumente.
Der Bau der Pipeline wird dessen ungeachtet seit Frühjahr 2010 im Regierungsbezirk Stuttgart sehr stark vorangetrieben. Von der Trasse durchlaufene Waldstücke wurden bereits gerodet, in einigen Abschnitten die Humusschicht im zukünftigen Arbeitsstreifen entfernt. Trotz der laufenden juristischen Auseinandersetzungen erklärt EPS, die Pipeline bis Ende 2010 fertigstellen zu wollen.
Nachdem zunächst das Verwaltungsgericht Stuttgart die aufschiebende Wirkung der Klage gegen den Beschluss des RP Stuttgart über eine Enteignung und die vorzeitige Besitzeinweisung angeordnet hat (Beschluss vom 14. April 2010 -5 K 755/10-), änderte der VGH Baden-Württemberg diesen Beschluss seinerseits ab und lehnte die Anträge auf Anordnung der aufschiebenden Wirkung der Klage ab (Beschluss vom 23. August 2010 -1 S 975/10-). Der VGH ist der Auffassung, dass die Enteignungsgrundlage (das BWEthylRohrlG) keinen Bedenken begegnet, dass dessen Voraussetzungen für eine Enteignung gegeben sind und dass die sofortige Ausführung des Vorhabens aus Gründen des Wohls der Allgemeinheit geboten ist. Hinsichtlich der Planfeststellung ist diesem Beschluss die Auffassung des VGH zu entnehmen, dass diese ebenfalls keinen durchgreifenden Bedenken begegnet. Die zu fordernde Planrechtfertigung wurde bestätigt. Die von den Klägern vorgebrachten Bedenken zur Trassenauswahl, zur Sicherheit der Anlage, zur Rückbausicherung, zum Nachteilsausgleich, zum die Planfeststellung tragenden Allgemeinwohlerfordernis wurden geprüft und nicht bestätigt.
Das im Anschluss angerufene Bundesverfassungsgericht lehnte mit Beschluss vom 6. September 2010 (1 BvR 22397/10) den Antrag auf Erlass einer einstweiligen Anordnung ab. Es stellte deutlich heraus, dass es sich bei der EPS „um ein vom baden-württembergischen Landtag nahezu einstimmig befürwortetes Vorhaben (handelt), der seiner Verwirklichung ein besonderes Gemeinwohlinteresse zubilligt“. Auch nach Auffassung des BVerfG spricht zudem dieses Allgemeinwohlinteresse für die alsbaldige Realisierung des Vorhabens.
Mit Beschluss vom 14. November 2011 -8 S 1281/11- hat der 8. Senat des Verwaltungsgerichtshofes Baden-Württemberg den teilweisen Baustopp aufgehoben. Es bestehe kein Anlass, Bau und Inbetriebnahme der Ethylen-Pipeline-Süd wegen möglicher Sicherheitsbedenken vorläufig zu stoppen. Die Sicherheitsbedenken stünden einem Sofortvollzug nicht entgegen, da sie in der Hauptsache mit hoher Wahrscheinlichkeit nicht durchgriffen. Die Planung stelle, wie gesetzlich vorgeschrieben, sicher, dass Gefahren für Menschen und die Umwelt nicht hervorgerufen werden könnten, und es sei insoweit auch ausreichend Vorsorge nach dem Stand der Technik getroffen. Das ergebe sich bereits daraus, dass das Vorhaben die vom Bundesministerium für Umwelt, Naturschutz und Reaktorsicherheit veröffentlichte Technische Regel für Rohrfernleitungen (TRFL) einhalte. Die TRFL entfalte als normkonkretisierende Verwaltungsvorschrift(wie z. B. die TA Lärm oder TA Luft) Bindungswirkung auch nach außen, mit der Folge, dass auch die Verwaltungsgerichte an sie gebunden seien. In einem weiteren Beschluss vom 14. November 2011 -8 S 1420/11- in Sachen EPS wies der VGH eine Beschwerde gegen den Beschluss des VG Stuttgart vom 31. März 2011 -5 K 3546/10- zurück, mit dem das VG die Wiederherstellung der aufschiebenden Wirkung der Klage eines weiteren Klägers abgelehnt hatte. In dieser Entscheidung macht der VGH deutlich, dass sich die Kläger im Wesentlichen auf nicht validierte Erkenntnisse zum Ausbreitungsverhalten des Mediums stützen, ihre Thesen könnten auch nicht aus dem Forschungsbericht 285 der Bundesanstalt für Materialforschung (BAM) abgeleitet werden, nachdem dieser genau dazu keine Aussagen trifft.
Das Verwaltungsgericht Stuttgart hat auf Grund der mündlichen Verhandlung vom 29. März 2012 die Klagen von Grundstückseigentümern (Kläger) gegen das vom Regierungspräsidium Stuttgart vertretene Land Baden-Württemberg, mit denen sich die Kläger gegen die Planfeststellung (den Bau und die Inbetriebnahme) der Ethylen-Pipeline Süd (EPS) wenden, abgewiesen (Az.: 5 K 3728/08, 5 K 3321/10, 5 K 3342/10 und 5 K 3400/10). Das VG folgt in diesen Hauptsacheentscheidungen im Wesentlichen der Argumentation des VGH in seinen beiden Beschlüssen vom 14. November 2011 (8 S 1420/11 und 8 S 1281/11). In allen Verfahren wurde Antrag auf Zulassung der Berufung beim VGH BaWü gestellt, über den vermutlich erst im Frühjahr 2013 entschieden wird.